# Malcolm Elliott
Malcolm Elliott (Sheffield, 1 de juliol de 1961) és un ciclista britànic retirat, que fou professional des del 1984 fins al 1997. L'any 2003 va tornar a pujar la bicicleta i va competir fins al 2011.
Del seu palmarès destaca les tres victòries d'etapa a la Volta a Espanya on també aconseguí el 1r lloc a la classificació per punts l'any 1989. També guanya os medalles d'or als Jocs de la Commonwealth i un Campionat del Regne Unit en ruta.

## Palmarès
- 1982
  -  Medalla d'or als Jocs de la Commonwealth de Brisbane en contrarellotge per equips
  -  Medalla d'or als Jocs de la Commonwealth de Brisbane en prova en ruta
- 1983
  - Vencedor de 5 etapes de la Milk Race
- 1984
  - Vencedor de 2 etapes de la Milk Race
- 1985
  - Vencedor de 2 etapes de la Milk Race
  - 1r al Herald Sun Tour i vencedor de 4 etapes
- 1986
  - Vencedor de 2 etapes de la Milk Race
  - Vencedor de 2 etapes del Herald Sun Tour
- 1987
  - 1r a la Milk Race i vencedor de 4 etapes
  - Vencedor de 3 etapes de la Volta a Irlanda
    - Vencedor d'una etapa del Herald Sun Tour
- 1988
  - 1r al Kellogg's Tour i vencedor de 2 etapes
  - Vencedor d'una etapa de la Volta a Espanya
  - Vencedor d'una etapa de la Volta a Aragó
  - Vencedor d'una etapa del Herald Sun Tour
- 1989
  - Vencedor de 2 etapes de la Volta a Espanya i 1r de la classificació per punts
  - Vencedor de 3 etapes de la Setmana Catalana
  - Vencedor de 2 etapes del Trofeu Castella i Lleó
  - Vencedor d'una etapa de la Volta a Burgos
  - Vencedor d'una etapa de la Volta a Galícia
  - Vencedor d'una etapa del Kellogg's Tour
- 1990
  - Vencedor de 2 etapes de la Volta a Catalunya
  - Vencedor de 2 etapes de la Volta a Cantàbria
  - Vencedor d'una etapa de la Volta al País Basc
  - Vencedor d'una etapa del Kellogg's Tour
  - Vencedor de 3 etapes del Tour de les Amèriques
- 1991
  - 1r al Trofeu Masferrer
  - Vencedor de 2 etapes al Trofeu Joaquim Agostinho
- 1992
  - Vencedor d'una etapa de la Vuelta a los Valles Mineros
  - Vencedor d'una etapa de la Volta a l'Alentejo
- 1993
  -  Campió del Regne Unit en ruta
  - Vencedor d'una etapa del Tour DuPont
  - 1r a la Redlands Bicycle Classic i vencedor d'una etapa
  - 1r a la First Union
- 1994
  - 1r a la Redlands Bicycle Classic i vencedor d'una etapa
  - 1r a la First Union
  - Vencedor d'una etapa de la Cascade Cycling Classic
- 1995
  - Vencedor d'una etapa de la Redlands Bicycle Classic
  - Vencedor d'una etapa del Tour DuPont
  - Vencedor d'una etapa del Tour de Toona
- 2004
  - Vencedor de 2 etapes al FBD Insurance Rás
- 2005
  - 1r a la Beaumont Trophy
  - Vencedor d'una etapa al FBD Insurance Rás
- 2007
  - 1r a la Rutland-Melton Cicle Classic

### Resultats al Tour de França
- 1987. 94è de la classificació general
- 1988. 90è de la classificació general

### Resultats a la Volta a Espanya
- 1988. 76è de la classificació general. Vencedor d'una etapa
- 1989. 90è de la classificació general. Vencedor de 2 etapes i 1r a la 1r de la classificació per punts
- 1990. 116è de la classificació general
- 1991. 51è de la classificació general
- 1992. 115è de la classificació general

### Resultats al Giro d'Itàlia
- 1992. 115è de la classificació general